# Гуго де Пейн
Гуго де Пейн (фр. Hugues de Payns / Hugo de Paensk, 9 лютого 1070, імовірно замок Пейн, Шампань, Франція — 24 травня 1136, Єрусалим, Палестина) — перший великий магістр ордена Тамплієрів, входив до найближчого оточення графа Шампанського. Воював проти маврів в Іспанії, брав участь у взятті Єрусалиму у 1099 році. Став великим магістром новоствореного ордену Тамплієрів в 1118 році. Після його смерті в 1136 році магістром став Робер де Краон.

## Біографія
Народився Гуго де Пейн (зустрічається Пейнс, Паєнс, Пейнський, Паєнський) 9 лютого 1070 року, по всій імовірності, у замку Пейн (Шампань, між Мері-сюр-Сен і Труа), разташованому приблизно за 10 км від Труа. Він був посвячений в лицарі приблизно у 1085 році, його ім'я згадується в документах цього часу як «сеньйор Монтіньї». Володіння де Пейнів — рід їх був достатньо знатний, а один із предків служив ще Карлу Великому, — знаходились в провінції Шампань. Батько Гуго, васал графа Шампанського, під знаменем Готфріда Буйонського в 1099 році звільняв Єрусалим.
1128 року, коли папським престолом було затверджено орден Бідних Лицарів Храму Соломонового (відомий нині, як орден «тамплієрів» або «храмовників») Гуго де Пейн офіційно очолив цю організацію, став першим Великим магістром. На той час він був уже немолодий. Помер і був похований у Єрусалимі. Все майно заповів ордену. Могила не збереглася.
Рядки з листа Гуго де Пейна до братів ордена, написані ним латинською мовою у 1126: 
"Диявол постійно намагається послабити дух храмовників, 
і з ним потрібно постійно боротися всіма засобами. 
Хоча військова природа Ордена публічно не ставилася під сумнів, 
лицарі повинні бачити себе, в першу чергу, як ченців, а вже потім як воїнів. 
Найкращий спосіб боротися з дияволом — смиренність гордині, 
бо проти диявола не допоможуть ні найкраща одежа, ні високий титул. 
Істинного християнина не може підняти ні титул, ні дороге вбрання, 
відповідно, не треба їх добиватися. 
Навіть ченці повинні працювати, але лицарям не слід надто турбуватися про це, 
бо вони служать Господу, б'ючись. 
Почуття обов'язку і завзятість — дві риси, 
які допоможуть храмовникам в їх завданнях. 
Вільне братство і робота в ньому — ось шлях до порятунку".